# Пятилиповка
Пятилиповка (горномар. Вӹцпистӹ) — деревня в Горномарийском районе Республики Марий Эл Российской Федерации. Входит в состав Пайгусовского сельского поселения.
Численность населения — 94 человек (2014 год).

## Географическое положение
Деревня Пятилиповка расположена на дороге Козьмодемьянск — Яштуга в 8,5 км от деревни Макаркино.

## История
По преданиям первый дом на месте деревни был построен в 1921 году местным лесником. Позднее на это место стали переселяться крестьяне из соседних деревень. В 1927 году она получила своё нынешнее название. Название деревни на горномарийском языке происходит из двух слов «Выц» и «Пист», что переводится как «Пять лип». Это название деревня получила из-за необычной липы с пятью стволами, росшей в этом месте.
В конце 1920-х годов возле деревни поселились переселенцы из Саратовской области, выкорчевали лес, стали заниматься овцеводством. В 1932 году в деревне был организован колхоз «Вторая пятилетка», после войны и в результате укрупнения колхоз вошёл в состав колхоза «Красный май», впоследствии колхоза «Россия». Электричество в деревню провели только в 1967 году, а первый телевизор появился там в 1968 году.
Основными занятиями местных жителей являются выращивание картофеля и овощей, а также разведение крупного рогатого скота, свиноводство и овцеводство.

## Население
| 2002 | 2010 | 2014 |
| ---- | ---- | ---- |
| 93   | ↘83  | ↗94  |